# Багряшка
Багряшка — река в России, протекает по Исаклинскому и Шенталинскому районам Самарской области. Устье реки находится в 7,8 км по правому берегу реки Игарка. Длина реки составляет 14 км, площадь водосборного бассейна — 62,5 км². Протекает через село Багряш.

## Данные водного реестра
По данным государственного водного реестра России относится к Нижневолжскому бассейновому округу, водохозяйственный участок реки — Сок от истока и до устья. Речной бассейн реки — Волга от верховий Куйбышевского водохранилища до впадения в Каспий.
Код объекта в государственном водном реестре — 11010000612112100005723.